# パストゥラーナ
パストゥラーナ（伊: Pasturana）は、イタリア共和国ピエモンテ州アレッサンドリア県にある、人口約1,300人の基礎自治体（コムーネ）。

## 地理

### 位置・広がり
| 隣接するコムーネは以下の通り。 - バザルッツォ - フランカヴィッラ・ビージオ - ノーヴィ・リーグレ - タッサローロ |

### 地震分類
イタリアの地震リスク階級 (it) では、3 に分類される
。

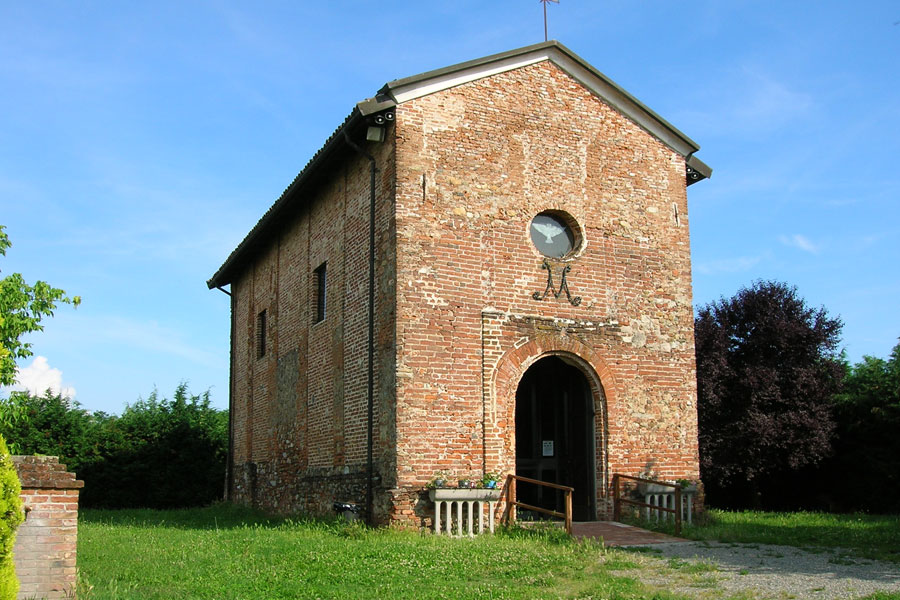
古い教区教会
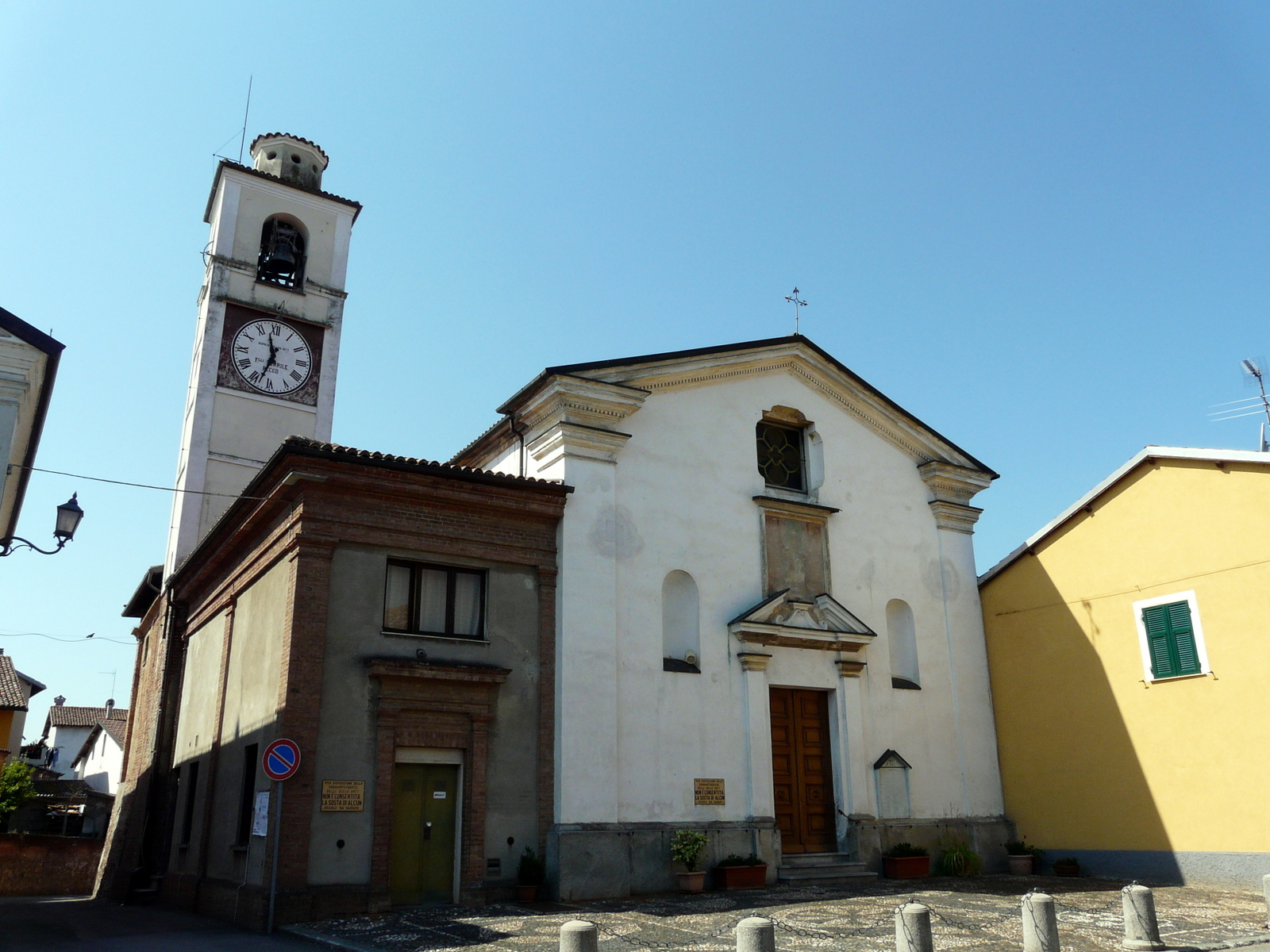
聖マルチノ教会
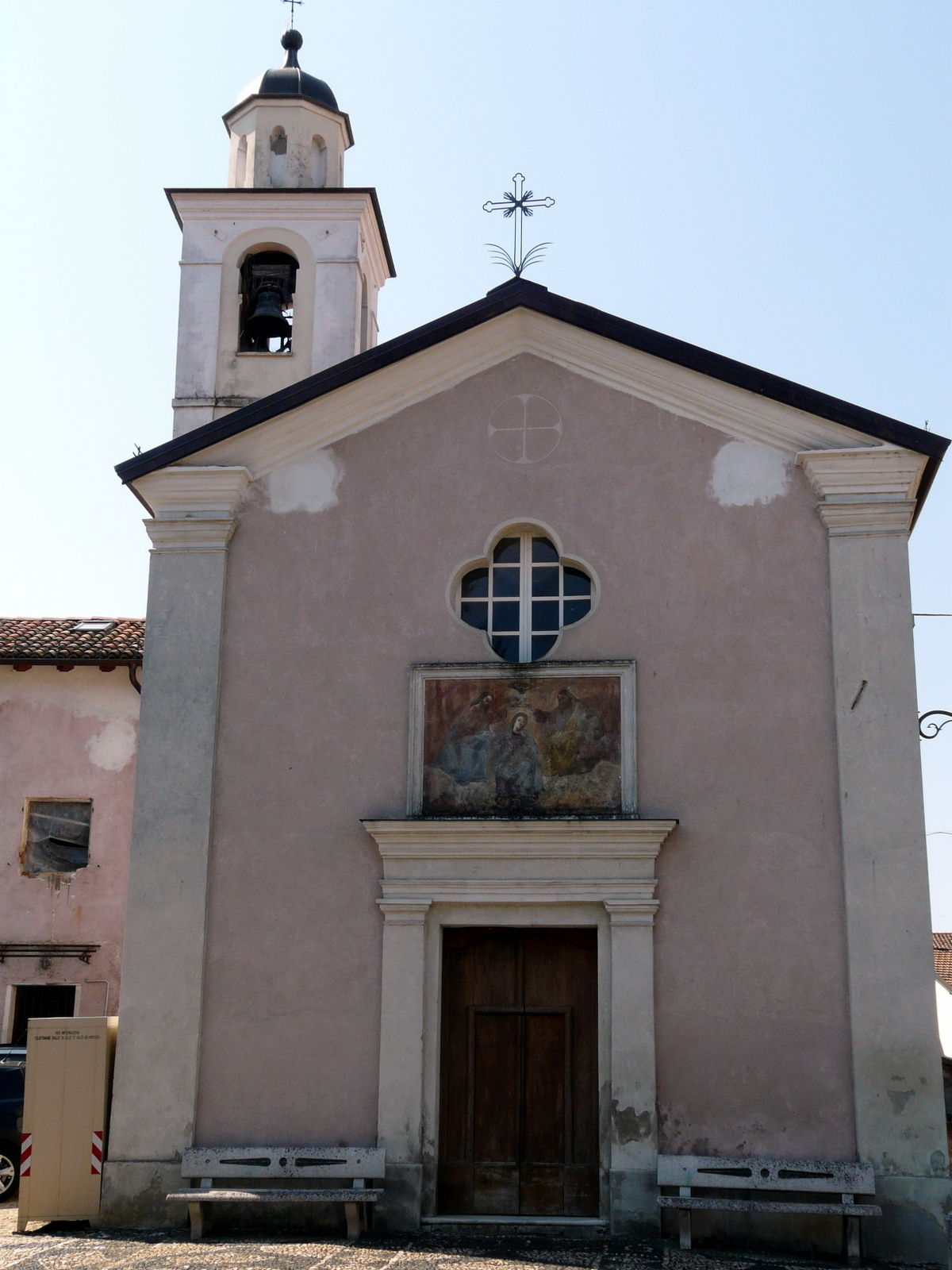
L'oratorio della Santissima Trinità
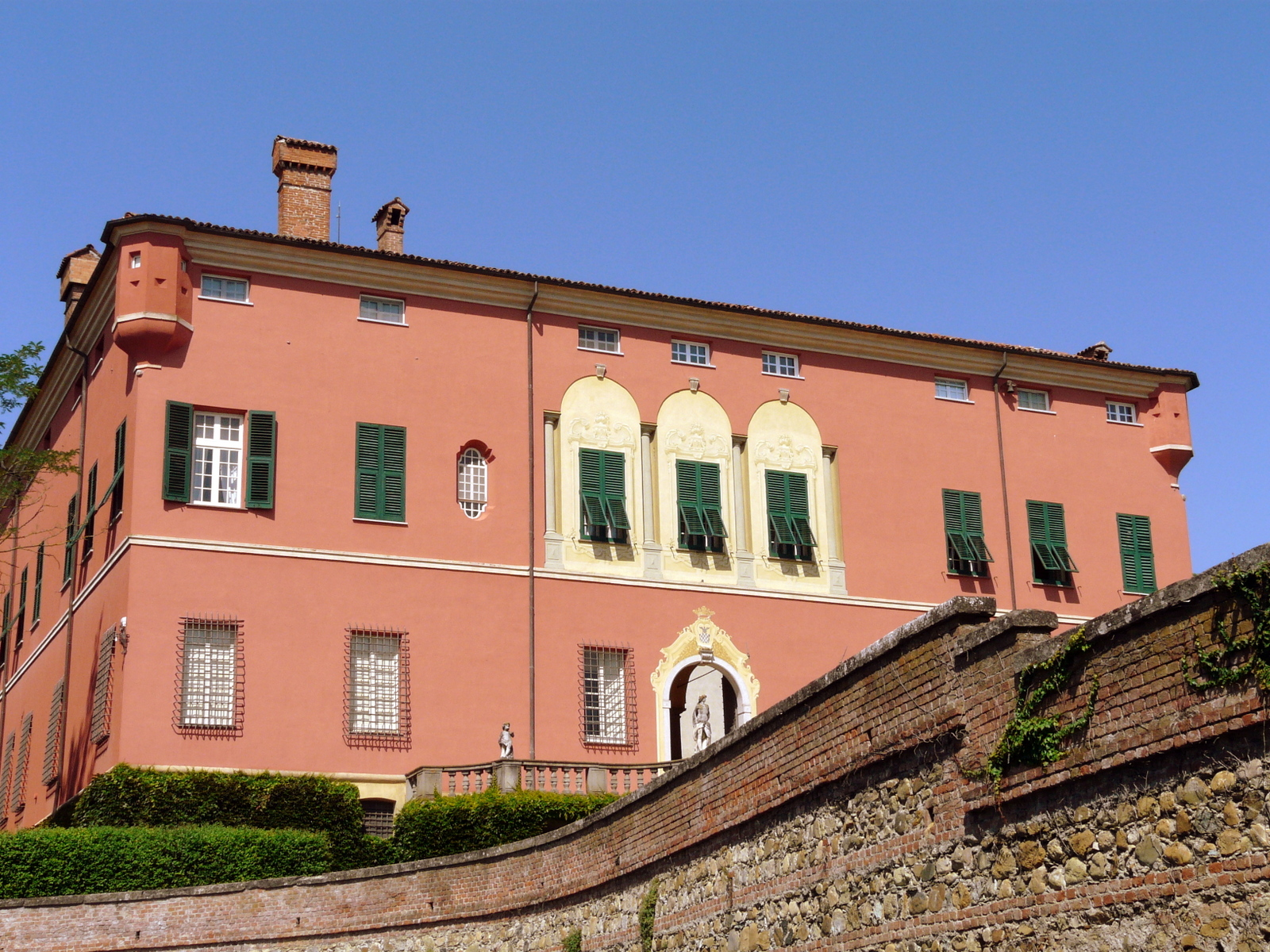
スピノラ宮
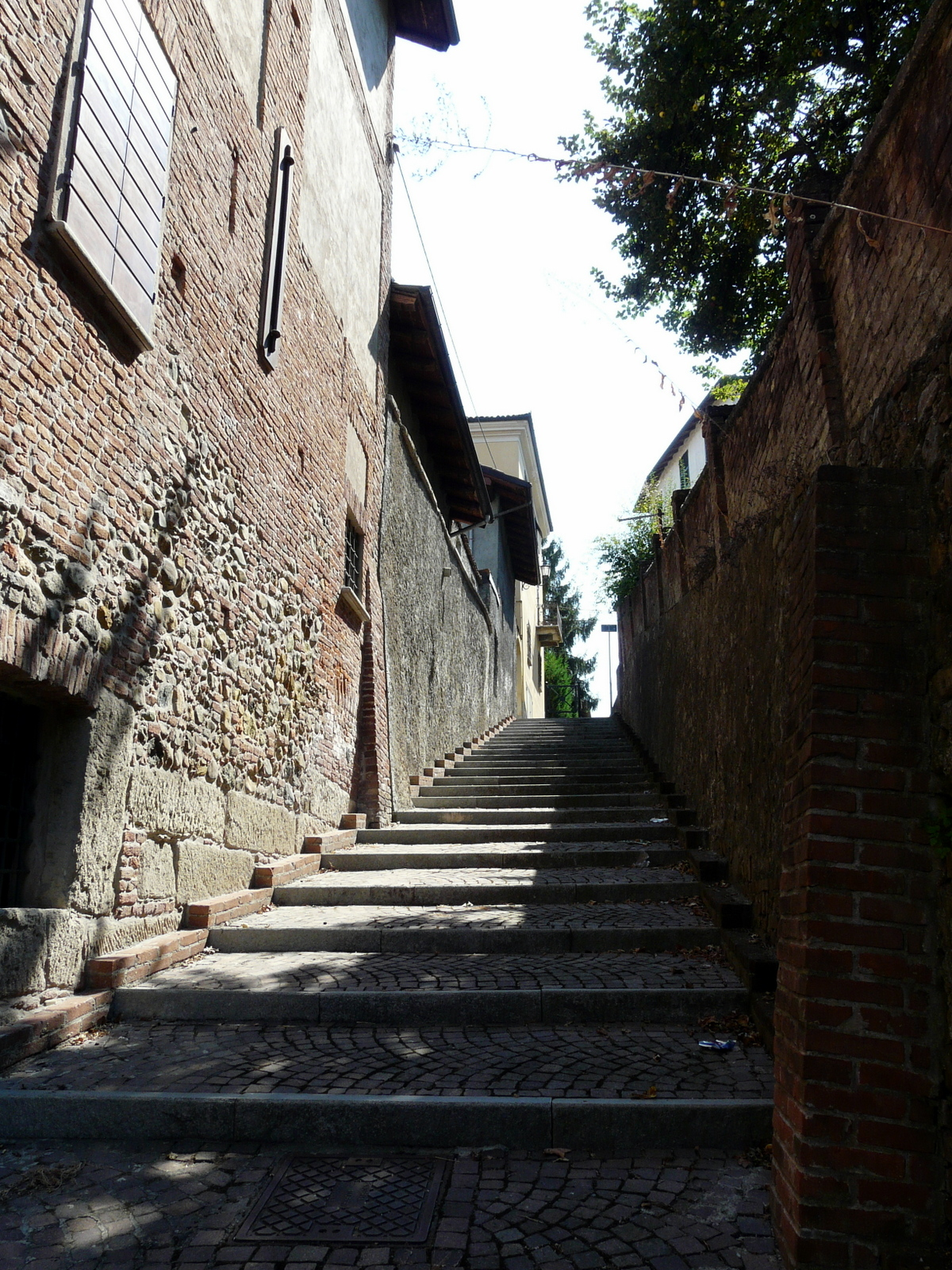
Scalinata detta "U sè", luogo della battaglia napoleonica del 1799
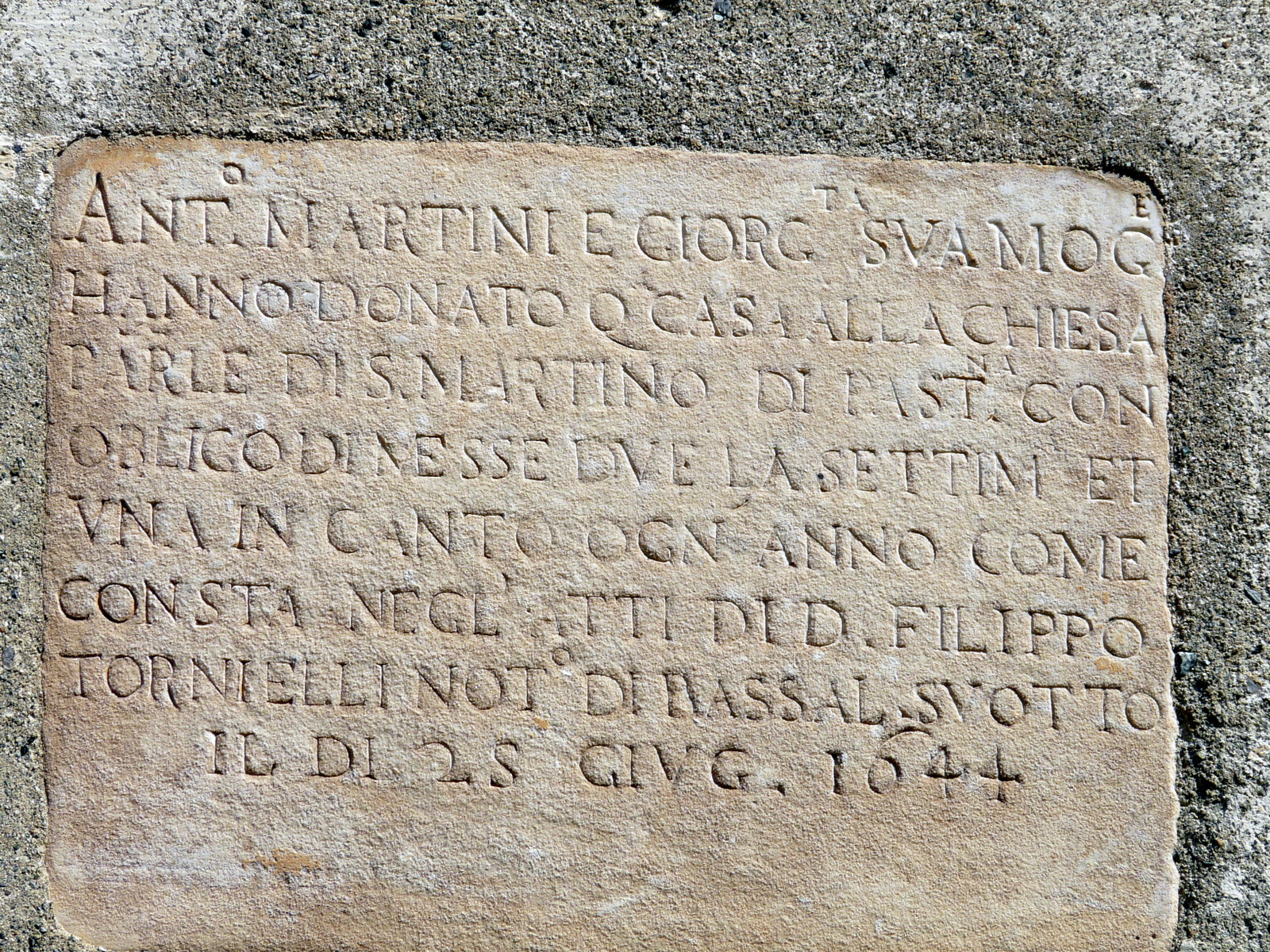
Lapide con iscrizione del 1644
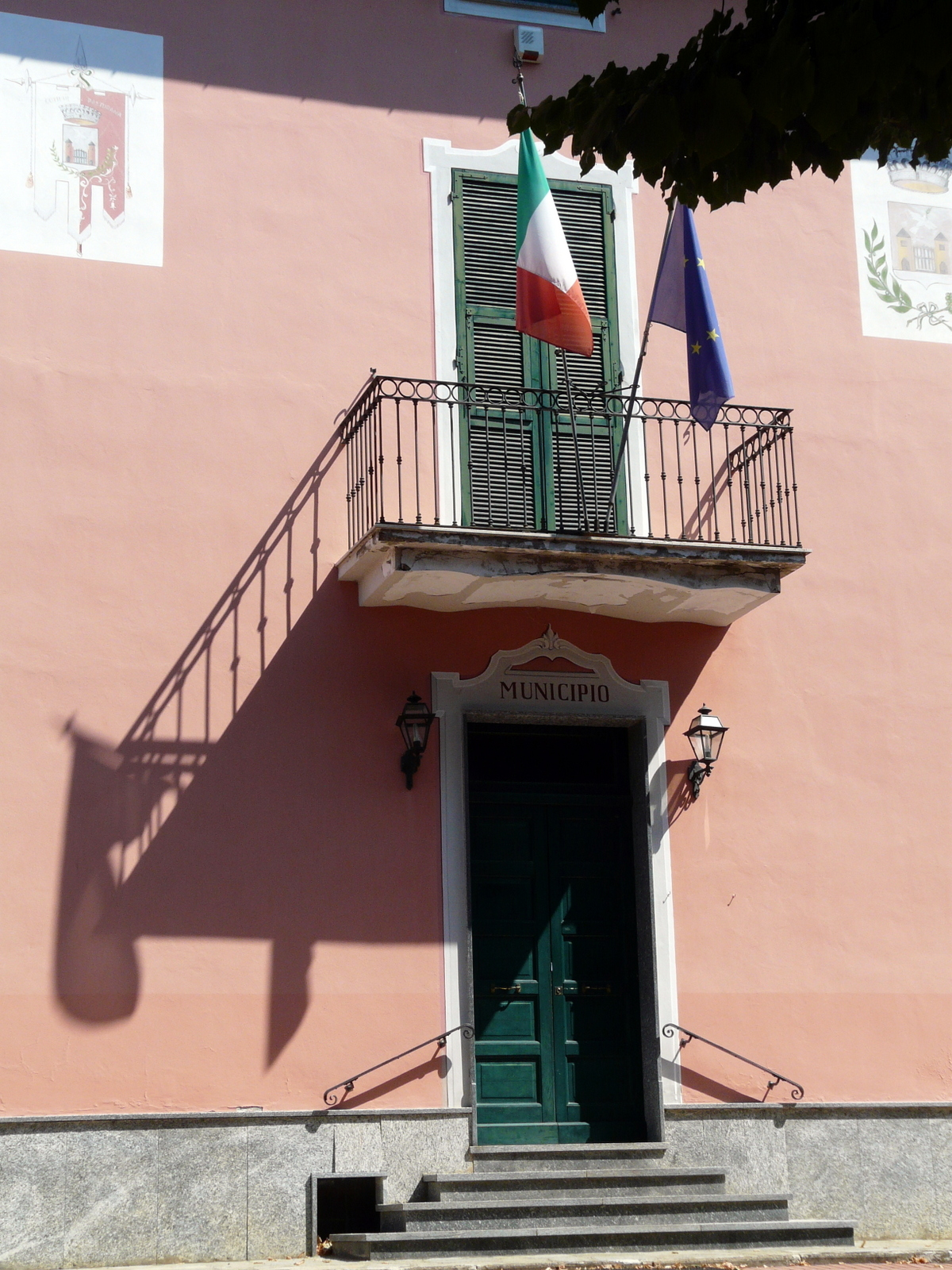
町役場